# گوستچنا
گوستچنا (به لاتین: Gostyczyna) یک روستا در لهستان است که در گمینا نووه سکالمیژتسه واقع شده‌است.